# Hadena intermedia
Hadena intermedia är en fjärilsart som beskrevs av Tutt 1892. Hadena intermedia ingår i släktet Hadena och familjen nattflyn. Inga underarter finns listade i Catalogue of Life.